# Micromys erythrotis
Espèce
Synonymes
- Micromys minutus erythrotis (Blyth, 1856)

Micromys erythrotis est une espèce de rongeurs myomorphes de la famille des Muridae.

## Aire de répartition
Ce rat est endémique de l'Extrême-Orient. Il se rencontre en Chine centrale, en Chine du Sud et au Nord du Viêt Nam.

## Taxinomie

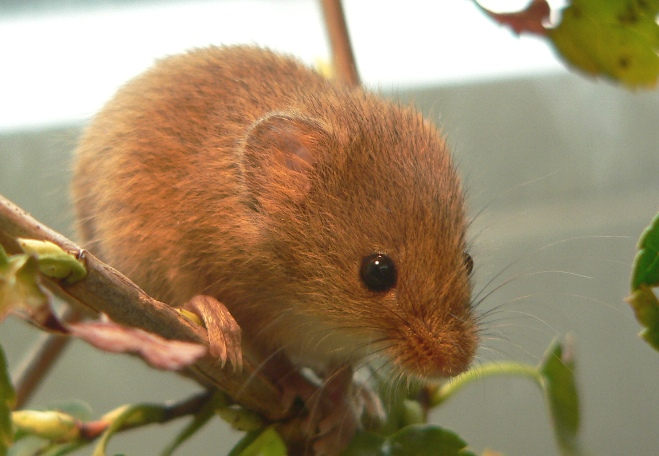
Micromys erythrotis est considéré jusqu'en 2009 comme une sous-espèce du Rat des moissons, ici photographié.

Cette espèce a été décrite en 1856 par le zoologiste britannique Edward Blyth (1810-1873), puis a été considérée comme soit synonyme du Rat des moissons (Micromys minutus), soit comme sous-espèce de celui-ci sous le trinôme Micromys minutus erythrotis. Elle a été reconnue comme espèce distincte par Alexei V. Abramov, Ilya G. Meschersky et Viatcheslav V. Rozhnov en 2009.